# 펭귄 하이웨이
《펭귄 하이웨이》(일본어: ペンギン・ハイウェイ)는 2018년 8월 개봉한 일본의 판타지, 모험, 애니메이션 영화이다.
 이시다 히로야스가 감독을 맡았다.
 2018년 10월 10일 부산 국제 영화제에서 상영되었다.
 일본은 2018년 8월 17일에 대한민국은 2018년 10월 18일에 개봉되었다.

## 줄거리
“우리 동네에 펭귄이 나타났다”

어른이 되기까지 3888일 남은 11살 ‘아오야마’의

동네에 펭귄이 나타나면서 시작된

평생 잊지 못할 모험을 담은 판타지 어드벤처.

## 출연진
- 아오이 유우 - 누나 목소리 역
- 키타 카나 - 아오야마 목소리 역
- 쿠기미야 리에 - 우치다 목소리 역
- 한 메구미 - 하마모토 목소리 역
- 후쿠이 미키 - 스즈키 목소리 역
- 쿠노 미사키 - 아오야마 여동생 목소리 역
- 니시지마 히데토시 - 아오야마 아빠 목소리 역
- 노토 마미코 - 아오야마 엄마 목소리 역
- 타케나카 나오토 - 하마모토 아빠 목소리 역